# (1745) Ferguson
(1745) Ferguson ist ein Asteroid des Hauptgürtels, der am 17. September 1945 von dem US-amerikanischen Astronomen John E. Willis entdeckt wurde.
Der Name des Asteroiden erinnert an den schottisch-US-amerikanischen Astronomen James Ferguson (1797–1867).